# Mitranthes clarendonensis
Mitranthes clarendonensis är en myrtenväxtart som först beskrevs av George Richardson Proctor, och fick sitt nu gällande namn av George Richardson Proctor. Mitranthes clarendonensis ingår i släktet Mitranthes och familjen myrtenväxter. IUCN kategoriserar arten globalt som sårbar. Inga underarter finns listade i Catalogue of Life.